# Xã Boyer, Quận Harrison, Iowa
Xã Boyer (tiếng Anh: Boyer Township) là một xã thuộc quận Harrison, tiểu bang Iowa, Hoa Kỳ. Năm 2010, dân số của xã này là 1.875 người.